# Bernard van Beurden
Bernard van Beurden (* 5. Dezember 1933 in Amsterdam; † 15. Mai 2016 in Saint-Front-d’Alemps) war ein niederländischer Komponist.

## Leben
Van Beurden spielte bereits als 8-Jähriger Violine und komponierte mit 11 Jahren ein Werk für Violine und Violoncello. Er absolvierte das Konservatorium von Amsterdam in den Studienfächern Violine, Bratsche und Komposition bei Rudolf Escher und Ton de Leeuw. 
Danach war er sieben Jahre Produzent und Komponist beim niederländischen Rundfunk. Als Pädagoge wirkte er an der Musikschule in Amsterdam, an der Theaterschule in Amsterdam und am Konservatorium Rotterdam. Er gab zahlreiche Workshops in den Niederlanden, Schweden, Deutschland, Polen, Frankreich und Portugal, besonders zur Weiterbildung im Amateurmusikbereich.
Kompositorisch schuf er Werke für Kammermusik, Theater, eine Kammeroper, insbesondere aber avantgardistische Werke für Blasorchester in teilweise sehr ungewöhnlichen Besetzungen. Seine Werke werden unter anderem in den USA und Japan aufgeführt.

## Werke

### Werke für Orchester
- 1976 Konzert für Akkordeon und Orchester
- 1984 Concertino für Saxophon-Quartett, Harfe, Piano, Schlagzeug und Streichorchester
- 1988 Divertimento ostinato für Bläser, Streicher, Harfe und Schlagzeug
- 1989 Amicitia nostra für gemischten Chor, Solisten, Streicher, Bläser, Schlagzeug und Piano Vierhändig
- 1989 Soweto für Chor, zwei Streich Quartette, Kontrabass und Schlagzeug
- 1992 Hellas concerto für Violine und Orchester
- 1992 Auf dem Weg (Op weg) für Streichorchester
- 1994 Symphonie à trente für zehn Trios
- 1995 Concertino für Symphonie-Orchester
- 1995 Cri et gloire du monde für Sopran-Saxophone und Orchester
- 2002 Deirdre für 2 Sprecher, Frauenchor, 2 Harfen, Schlagzeug und Streichorchester auf einen Text von A. Roland Holst

### Werke für Kammermusik
- 1964, revidiert 1996: Trio Piccolo für Flöte, Violine und Viola Ingrandita
- 1976 Trip 3 Spieler: Akkordeon, 2 Melodie-Instrumente, kleines Schlagzeug
- 1981 Les deux für Klarinetten-Quartett
- 1987 Music for Solo-Basson
- 1990 Le cheval für Mezzosopran, Akkordeon und Violoncello auf Texte von Jacques Prévert
- 1990 Triptych für Solo-Fagott und einen Schlagzeuger
- 1991 For Strings für Streich-Quartett
- 1994 Victory of the dead point (Überwindung des toten Punktes) für Saxophone und Tuba. Text von Erich Fried
- 1997 FBI  für 2 Fagotte
- 2000 Trio à cordes für Violine, Bratsche und Violoncello
- 2003 Pas de trois für Sopran-Saxophone oder Klarinette, Tenor-Saxophone oder Bass-Klarinette oder Fagott und Piano
- 2003 Trois sonnets für Sopran und drei Streicher

### Werke für Blasorchester
- 1975 Konzertante Musik für Bratsche, Bläser und Schlagzeug
- Konzert für Flöte und Fanfare-Orchester Wettstreit der Minderheit (Flöte) mit der Mehrheit (Fanfare-Orchester)
- ER für Pop-Band und Fanfare-Orchester (für das Holland-Festival)
- Pastorale für Violine und Blasorchester
- 1978, rev. 1992 Estampie
- 1981 Cantus firmus für ein spielendes/erzählendes Blasorchester, Schlagzeug und Zuhörer auf Fragmente basierend von The Magic of Music (für Chor) von Ton de Leeuw
- 1984 Concertante für Violine, Bratsche und Blasorchester
- 1984 Concertino für Saxophon-Quartett, Harfe, Piano, Schlagzeug und Blasorchester
- 1988 La Messe für Solo Mezzosopran, Akkordeon, Violoncello und Symphonisches Blasorchester auf Texte von Paul Verlaine
- 1989 Häggsjö concerto für 8 Akkordeons, 2 Bass Akkordeons und Symphonisches Blasorchester
- 1990 Concerto for large Windorchestra
- 1991 Grenzeloos für Sopran und Fanfare-Orchester auf Texte aus der Bibel, dem Koran und dem Requiem
- 1992 Konzert für Fagott und Blasorchester
- 1992 Konzert für Piccolo-Trompete, Trompete (C), Flügelhorn und Symphonisches Blasorchester
- 1992 Estampie für Fanfare-Orchester
- 1993 From Turkey, fünf Lieder für Sopran und ein kleines Blasorchester
- 1995 Concerto medievale für Bläser-Quintett und Fanfare-Orchester
- 1995 Poème de l’automne für Flöte und Fanfare-Orchester
- 1995 Requiem van het volk (People's requiem) für Frauen-Chor, Männer-Chor, Akkordeon und Symphonisches Blasorchester
- 1997 Motion für Blasorchester
- 1998 Concerto da caccia für Oktett (2 Oboen, 2 Klarinetten, 2 Hörner, 2 Fagotte) und Fanfare-Orchester
- 1998 Concerto für Violoncello und Symphonisches Blasorchester
- 1998 Game / Jeu für Blasorchester
- 2000 A vous bel ami für Mezzosopran, Bratsche, Harfe und Fanfare-Orchester
- 2003 Songs of the sky loom für Akteur, Chor und Blasorchester

### Vokalmusik
- 1972 I am Ericka für gemischten Chor
- 1983 Uit een bundel für gemischen Chor und Piano auf einen Text von J. Bernlef
- 1997 Wer ist Lilith? (Wie is Lilith) für Sopran, Mezzosopran, Alt, Tenor und Bariton auf Texte von Lucebert
- 2003 The end of Troy für Frauenchor und Fagott
- 2003 Trois poèmes de femmes für Sopran und Flöte

### Bühnenwerke
- 1980 Bajesmaf Oratorium
- 1994 Rumpelstiel – Die einzig wahre Geschichte (Repelsteeltje van de Lavenlots) Oper für Kinder, für 3 Akteure, 3 Stimmen und ein kleines Ensemble, Text: Imme Dros
- 1996 Deirdre en de zonen van Usnach, Kantate für Sopran, Alt, Tenor, Bariton und Ensemble auf einen Text von A. Roland Holst
- 1998 Pour un tombeau d’Anatole für Mezzosopran und Ensemble auf Texte von Stéphane Mallarmé
- 2000 Kleine kleine zeemeermin für Akteur, 3 Vokalsolisten, kleinen Chor und kleines Ensemble; Text: Imme Dros
- 2000 Passio für Ensemble
- 2003 Tereus, 4 Vokal-Solisten, Vokal Ensemble und Instrumental Ensemble; Libretto: Imme Dros

### Werke für Akkordeon
- 1975 Mini-Musik 2 und 3 für Akkordeon
- 1986 Tout à coup(e) mondiale für Akkordeon
- 1996 Concertino für Oboe und Akkordeon-Quintett
- 1996 Medieval dances für Akkordeon-Quintett

### Werke für Zupforchester
- 1997 Reflexion pastorale für Mandolinen-Ensemble
- 1998 Zwischen die Nachrichten für Sopran und Mandolinen-Orchester
- 1999 Sonata da chiesa für Fagott und Mandolinen-Orchester
- 2000 4 Mouvements für Akkordeon und Mandolinen- und Gitarren-Orchester
- 2003 Le silence du moment für Mandolinen-Orchester

## Preise und Auszeichnungen
- 1978 Preis der RAI vom Prix Italia für sein radiophones Oratorium Bajesmaf
- 7. Dezember 2003 ernannte ihn die Niederländische Königin zum Offizier im Orden von Oranien Nassau (Officier in de Orde van Oranje Nassau)